# Grandes horas de Ana da Bretanha
Grandes Horas de Ana da Bretanha é um Livro de Horas encomendado pela rainha de França Ana da Bretanha ao iluminador Jean Bourdichon.
O livro terá sido manuscrito e iluminado no início do século XVI, entre 1503 e 1508.
A obra tem 476 páginas em latim e inclui 49 grandes iluminuras de páginas inteira e 337 iluminuras marginais. Destaca-se a presença de plantas como se fosse um herbário, povoado também de pequenos insectos.
O pintor Bourdichon trabalhou nas cortes de Luís XI de França, Carlos VIII de França, Luís XII de França e Francisco I de França e nos seus trabalhos sente-se a passagem do Gótico para o Renascimento.
As Grandes Horas de Ana da Bretanha estiveram no Palácio de Versalhes na época de Luís XIV de França e depois da revolução francesa passou para a Biblioteca Nacional de França onde se conserva como o manuscrito Ms lat. 9474.
Como a maior parte dos Livros de Horas as páginas iniciais são dedicadas aos 12 meses do calendário, e depois seguem-se alguns textos dos Evangelhos e os Ofícios da Nossa Senhora e os Ofícios dos Mortos.
 .